# Comuna de Lipowa
Lipowa (polaco: Gmina Lipowa) é uma gminy (comuna) na Polónia, na voivodia de Santa Cruz e no condado de Żywiecki. A sede do condado é a cidade de Lipowa.
De acordo com os censos de 2004, a comuna tem 9630 habitantes, com uma densidade 165,8 hab/km².

## Área
Estende-se por uma área de 58,08 km², incluindo:
- área agricola: 41%
- área florestal: 52%

## Demografia
Dados de 30 de Junho 2004:
|                      | Total   | Total | Mulheres | Mulheres | Homens  | Homens |
| -------------------- | ------- | ----- | -------- | -------- | ------- | ------ |
|                      | pessoas | %     | pessoas  | %        | pessoas | %      |
| População            | 9630    | 100   | 4894     | 50,8     | 4736    | 49,2   |
| Densidade (pop./km²) | 165,8   | 100   | 84,3     | 84,3     | 81,5    | 81,5   |

De acordo com dados de 2002, o rendimento médio per capita ascendia a 1214,18 zł.

## Subdivisões
- Leśna, Lipowa, Ostre, Sienna, Słotwina, Twardorzeczka.

## Comunas vizinhas
- Buczkowice, Łodygowice, Radziechowy-Wieprz, Szczyrk, Wisła, Żywiec